# Dominik Krysiński

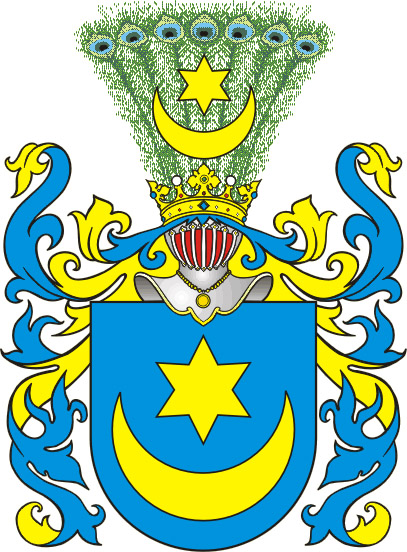
Blason Leliwa

Dominik Krysiński herbu Leliwa (Dominik Krysiński de la maison de Leliwa) (1785-1853) est un homme politique et un économiste polonais, professeur d’économie politique et franc-maçon, député au Parlement polonais pendant l'Insurrection de Novembre. Il est issu d’une famille d'origine juive qui s’illustra pendant la controverse frankiste et qui se convertit au catholicisme au milieu du XVIIIe siècle.

## Biographie
Dominik Krysiński est né le 5 août 1785. Après des études classiques, il poursuit son éducation à Paris où en 1809 il suit les cours de Jean-Baptiste Say, il se familiarise avec les théories d’Adam Smith et de l’école classique du libéralisme. À la suite de cette expérience, il qualifiera l’œuvre de l’économiste écossais de « travail immortel ».
En 1812, il revient au Duché de Varsovie.
Il occupe en 1812-14 la première chaire d’économie politique à l’école de Droit et d’Administration puis enseigne l’économie politique à la toute nouvelle Université de Varsovie (1817-1818), fondée en 1816.
À partir de 1818, Dominik Krysiński siège à la Diète (parlement) du Royaume de Pologne comme député libéral de Mazovie (c’est-à-dire de la 5e circonscription de Varsovie). Il sera reconduit en 1820 et 1825, tout en continuant ses activités scientifiques comme membre de la Société des amis des sciences à laquelle il appartient depuis 1806.

Emblème des insurgés de 1830

Au cours de l’Insurrection de Novembre, il s’engage en faveur de la liberté d’expression et contre la dictature du général Chłopicki. Il est l’un des dix députés de Mazovie élus aux élections du 18 mars 1831 (4e circonscription).
Après la prise de Varsovie par l’armée russe, Dominik Krysiński se réfugie dans son domaine de Jeżewice et perd toute influence politique.
Il meurt à Varsovie le 17 avril 1853.

## Vie familiale
Il épousa à Varsovie, le 31 janvier 1813, Eleonora Józefowicz (née à Nadwórna en 1793 et décédée à Varsovie le 30 juin 1877), fille de Michał Józefowicz portant des armoiries Prawomian. Ses témoins étaient ses frères Ksawery et Jan Krysiński .
Ils eurent quatre enfants :
- Zygmunt (25 mars 1814-3 septembre 1888), célèbre avocat varsovien, qui épouse en 1845 Celina (ou Cecylia) Wołowska armoiries Bawół (1826-21 juillet 1845).
- Michał Franciszek (né en 1815)
- Felicja Henryka (née en 1820), qui épouse en 1843 Jan Michał Szymanowski (1790-?), fils de Michał Szymanowski et Ewa Zielińska
- Ksawery Jan Teodor (né en 1825), qui épouse en 1854 Amelia Maria Wołowska (1832-?), fille de Franciszek Wołowski et Justyna Julianna Niesiołowska, dont la poétesse Maria Krysińska (1857-1908).

## Œuvres
- O ekonomii politycznej (L'économie politique), Varsovie (1812).
- O arytmetyce politycznej (L'arithmétique politique), Varsovie (1814).
- Niektóre myśli o nauce gospodarstwa krajowego (Quelques réflexions sur l'apprentissage de l'économie nationale), Varsovie (1829).